# Francis Whittier Pennell
Francis Whittier Pennell (1886 – 1952) è stato un botanico statunitense.
| Pennel è l'abbreviazione standard utilizzata per le piante descritte da Francis Whittier Pennell. Consulta l'elenco delle piante assegnate a questo autore dall'IPNI. |